# Robert Valley
Robert Valley (né en 1969 à Vancouver) est un artiste visuel et réalisateur de films d'animation canadien.

## Biographie
Robert Valley a fait un cursus d'animation en quatre ans dans sa ville natale de Vancouver et a déménagé à San Francisco en 1992.

## Filmographie

### Réalisateur
Cinéma
- 2013 : Shinjuku, court métrage
- 2016 : Pear Cider and Cigarettes, court métrage nommé à l'Oscar du meilleur court métrage d'animation

Télévision
- 1995 : Æon Flux, 1 épisode
- 2013 : Tron : La Révolte (Tron: Uprising), 1 épisode
- 2013 : DC Nation Wonder Woman, court métrage d'1 minute
- 2019 : Love, Death and Robots, épisode 1x14 L'Œuvre de Zima (Zima Blue)
- 2021 : Love, Death and Robots, épisode 2x02 Ice
- 2021 : Invincible, épisode pilote
- 2021 : Apex Legends: Stories from the Outlands, 1 épisode
- 2025 : Love, Death and Robots, épisode 4x04 Les 400 (400 Boys)

Clips
- 2016 : Metallica - Murder One

### Directeur de l'animation
Cinéma
- 2016 : Nerdland, séquence Video XV
- 2020 : Belushi

Clips
- 2017 : Gorillaz - Saturnz Barz

### Design des personnages
Télévision
- 2012 : Motorcity
- 2018 : Les Têtes vides (The Hollow)
- 2023 : Agent Elvis

### Storyboarder
Cinéma
- 1998 : Batman et Mr. Freeze : Subzero (Batman and Mr Freeze: SubZero)
- 2004 : Les Chroniques de Riddick : Dark Fury (The Chronicles of Riddick: Dark Fury)

Télévision
- 1997 : Spawn, 2 épisodes
- 2001 : X-Men: Evolution, 1 épisode